# Зиновьев, Николай Николаевич (режиссёр)
Николай Николаевич Зиновьев (14 октября 1912, Астрахань, Российская империя — 22 сентября 1967) — советский режиссёр и сценарист.

## Биография
Родился 14 октября 1912 года в Астрахани. После окончания средней школы поступил в Театральный институт в Одессе, затем его окончил.
В 1941 году в связи с началом ВОВ был мобилизован в армию и прошёл всю войну.
После демобилизации некоторое время работал сценаристом Союзгосцирка. Работал театральным режиссёром в ряде московских театров, а также Московском цирке на Цветном бульваре. С 1961 по 1963 год являлся лауреатом всесоюзного смотра произведений циркового искусства.
Сын — Николай Зиновьев, поэт.
Скончался 22 сентября 1967 года. Похоронен на Химкинском кладбище.

## Фильмография

### Сценарист
- 1959 — Косолапый друг
- 1962 — Необыкновенный город

## Награды
- Орден «Знак Почёта».
- Медаль «За боевые заслуги».
- Медаль «За трудовую доблесть» (9 октября 1958)[2].